# محاولة انقلاب 1969 في ليبيا
واجه معمر القذافي، عقب أن تولى السلطة بعد انقلاب قبل ثلاثة أشهر، تمردًا نفذه وزيري الدفاع والداخلية موسى أحمد وآدم حواز، وكلاهما من منطقة برقة الشرقية. تم هزيمة الوزيرين وسجنهما في أول من نجا من القذافي.